# Сосновка (Азовський німецький національний район)
Сосновка (рос. Сосновка) — село у Азовському німецькому національному районі Омської області Російської Федерації.
Належить до муніципального утворення Сосновське сільське поселення. Населення становить 1778 осіб.

## Історія
Згідно із законом від 30 липня 2004 року органом місцевого самоврядування є Сосновське сільське поселення.

## Населення
| 1909 | 1917 | 2002  | 2010  |
| ---- | ---- | ----- | ----- |
| 606  | ↗758 | ↗1544 | ↗1778 |